# Pedro Paulo Funari
Pedro Paulo Abreu Funari (São Paulo, 1959) é um historiador e arqueólogo brasileiro.
Professor da Universidade Estadual de Campinas e líder de grupo de pesquisa do Conselho Nacional de Desenvolvimento Científico e Tecnológico (CNPq). Atualmente participa do conselho editorial de trinta revistas científicas brasileiras e quatorze estrangeiras entre elas o Public Archaeology, o Journal of Social Archaeology e o International Journal of Historical Archaeology. Sua contribuição ao meio científico atual é mais de 330 artigos publicados em revistas de todo o mundo. É autor e co-autor de mais de 80 livros na área de história e arqueologia. Organizou mais dezenove reuniões científicas.

## Biografia
Pedro Paulo nasceu na cidade de São Paulo, em 1959, de família humilde, porém adepta da leitura, o que influenciou Funari. Ingressou em História pela Universidade de São Paulo, formando-se em 1981, com mestrado em Antropologia Social pela USP em 1986, doutorado em Arqueologia (1990) e pós-doutorado pela Universidade Estadual de Illinois em 1992, entre outros títulos acadêmicos. É livre-docente da Unicamp desde 1996. Anteriormente, lecionou na UNESP de Assis.
Uma das suas contribuições diz respeito a arqueologia histórica publicando vários textos em português fornecendo a literatura necessária para a base acadêmica dos alunos da área.

## Escavações arqueológicas
- 1998 - Prospecção arqueológica na região de Cáceres Mato Grosso do trajeto do Gasoduto Bolívia/Brasil
- 1992-1993 - Diretor do Projeto Arqueológico Palmares, Serra da Barriga, União dos Palmares, Alagoas, Brasil.
- 1987 - Escavador em Arva (Sevilha), Espanha

## Livros publicados
- 2006 - Patrimônio histórico e cultural em co-autoria com Sandra C.A. Pelegrini.
- 2006 - Arqueologia

Livro no qual o autor traz um relato sobre a profissão de arqueólogo com perspectivas de mercado e estudo.
- 2005 - Palmares, ontem e hoje em co-autoria com Aline Vieira de Carvalho
- 2004 - A vida quotidiana na Roma antiga
- 2002 - Pré-história do Brasil
- 2002 - Grécia e Roma
- 2001 - Turismo e Patrimônio Cultural em co-autoria com Jaime Pinsky[3]